# استارومشچروو
استارومشچروو (انگلیسی: Staromeshcherovo) یک شهرک در شهرستان مچتلینسکی استان باشقیرستان کشور روسیه است.